# Cyathea verrucosa
Cyathea verrucosa är en ormbunkeart som beskrevs av Holtt. Cyathea verrucosa ingår i släktet Cyathea och familjen Cyatheaceae. Inga underarter finns listade.